# 拉吉斯拉夫·施密德 (1938年)
拉吉斯拉夫·施密德（捷克語：Ladislav Šmíd，1938年5月24日—），捷克男子冰球运动员。他曾代表捷克斯洛伐克国家队参加1964年冬季奥林匹克运动会冰球比赛，获得一枚铜牌。